# Попо II (Вюрцбург)
Попо II (на немски: Poppo II; † 22 юли 983) е от 961 до 983 г. епископ на Вюрцбург.

## Биография
След смъртта на Попо I през 961 г. в Регенсбург крал Ото I, който още е в Регенсбург, номинира Попо II за епископ на Вюрцбург. През 965/966 г. той получава имунтетна привилегия за църквата на Вюрцбург. Участва през септември 972 г. в църковния събор в Ингелхайм и през април/май 973 г. е член на комисия за манастир Санкт Гален. Често служи на Ото II. През лятото 974 г. е изпратен от императора при херцог Хайнрих II от Бавария и успява да го накара да прекрати плановете му за въстание с херцозите Болеслав II от Бохемия и Мешко I от Полша.
През 976 г. Попо с войската си участва в поход против въстаналия баварски херцог. В началото на есента през 981 г. той трябва да даде на императора 60 войника за похода му в Италия. Той лично вероятно не участва в похода в Италия.
Последван е като епископ на Вюрцбург от Хуго.